# Sebastian (namn)
Sebastian är ett mansnamn från latinets Sebastianus som betyder "man från Sebastia", en stad som idag kallas Sivas och ligger i Turkiet. Stadens namn kommer från grekiska σεβαστός (sebastos), "ärorik", som i sin tur kommer från σέβας (sebas), "beundran, ära, fruktan", och i sin tur från verbet σέβομαι (sebomai), "känna beundran, ha skrupler, skämmas". Sebastos var den grekiska översättningen av Augustus, en titel som användes av romerska kejsare. 
Namnet finns i den svenska almanackan till minne av det kristna helgonet Sankt Sebastian.
Namnet blev särskilt populärt i slutet av 1980-talet och 1990-talet. Mycket få av bärarna är födda innan. Den 31 december 2005 fanns det totalt 30 856 personer i Sverige med namnet, varav 17 750 med det som tilltalsnamn. År 2003 fick 913 pojkar namnet, varav 577 fick det som tilltalsnamn. Sebbe är ett smeknamn för Sebastian.
Namnsdag: 20 januari i Sverige. I den finlandssvenska namnsdagslängden har Sebastian namnsdag 20 januari sedan 1995.

## Personer med förnamnet Sebastian
- Sebastian (artist) (Knud Torben Grabow Christensen), dansk sångare, musiker och kompositör
- Sebastian (helgon) (256–287/288), en kristen soldat i kejsar Diocletianus armé som led martyrdöden
- Sebastian I av Portugal, kung av Portugal
- Dag Sebastian Ahlander, svensk barnboksförfattare och diplomat
- Sebastian Akchoté, fransk electromusiker
- Johann Sebastian Bach, tysk kompositör och organist
- Sebastian Bach, känd som sångaren i hårdrocksbandet Skid Row
- Wilhelm Sebastian von Belling, preussisk kavallerigeneral
- Sebastian Cabot, brittisk skådespelare
- Carl Bernhard Sebastian Cawallin, svensk matematiker
- Sebastian Coe, brittisk friidrottare och politiker
- Johann Sebastian von Drey, tysk teolog
- Sebastian Fronda, svensk hiphopmusiker
- Adolf Sebastian Geete, svensk officer
- Johan Ulrik Sebastian Gripenberg, finländsk militär och ämbetsman
- Sebastian Karlsson (ishockeyspelare)
- Sebastian Karlsson (sångare)
- Sebastian Kneipp, tysk präst och professor
- Sebastian Krantz, svensk sångare och musikproducent
- Sebastian Kurz, österrikisk politiker, förbundskansler 2017-2019, 2020-
- Sebastian Larsson, svensk fotbollsspelare
- Siddhartha Sebastian Larsson, svensk författare
- Sebastián Leto, argentinsk fotbollsspelare
- John Sebastian Little, amerikansk demokratisk politiker
- Sébastien Loeb, fransk rallyförare
- Sebastian Mikael, svensk-etiopisk-amerikansk R&B-sångare
- Sebastián Miñano, spansk författare
- Sebastián Pardo, chilensk fotbollsspelare
- Sebastian Roth (Sin With Sebastian), tysk popsångare
- Sebastian Rutgersson, svensk musiker bitpopgruppen 047
- Sebastian Samuelsson, svensk skidskytt, OS-guld 2018
- Sebastian Seifert, svensk handbollsspelare
- Sebastian Shaw, brittisk skådespelare
- Sebastian Stakset (Sebbe Staxx), svensk hihopmusiker
- Sebastian Stan, (Bucky Barnes), rumänsk-amerikansk skådespelare.
- Sebastian Sundblad, svensk vissångare, kompositör och gitarrist
- Sébastien Tellier, fransk musiker och tonsättare
- Pehr Sebastian Tham, svensk militär och godsägare
- Sebastian Vettel, tysk racerförare
- Samuel Sebastian Wesley, brittisk organist och kompositör
- Sebastian Ylvenius, svensk skådespelare
- Sebastian Zelle, svensk musiker
- Reinhard Sebastian Zimmermann, tysk målare
- Sebastian MacFie, svensk artist

## Personer med efternamnet Sebastian
- Guy Sebastian (född 1981), australisk sångare
- John Sebastian (född 1944), amerikansk sångare och musiker
- Julia Sebastián (född 1993), argentinsk simmare
- Linus Sebastian  (född 1986), kanadensisk programledare, producent och företagare
- William K. Sebastian (1812–1865), amerikansk demokratisk politiker, senator för Arkansas
- Yngve Sebastian, egentligt efternamn Olsson,  (1921–2003), svensk målare, teknare och grafiker

## Fiktiva personer med förnamnet Sebastian
- Sebastian Flyte, person i Evelyn Waughs roman En förlorad värld, (engelska: Brideshead Revisited), från 1945 som även har filmatiserats
- Sebastian Moran, en skurk som förekommer i Arthur Conan Doyles detektivberättelser om Sherlock Holmes
- Krabban Sebastian, animerad figur i filmen Den lilla sjöjungfrun
- Sebastian, karaktär i William Shakespeares pjäs Trettondagsafton ( engelsk originaltitel: Twelfth Night, Or What You Will ), skeppsbruten tvillingbror till huvudpersonen Viola.